# Leo VI (kejsare)

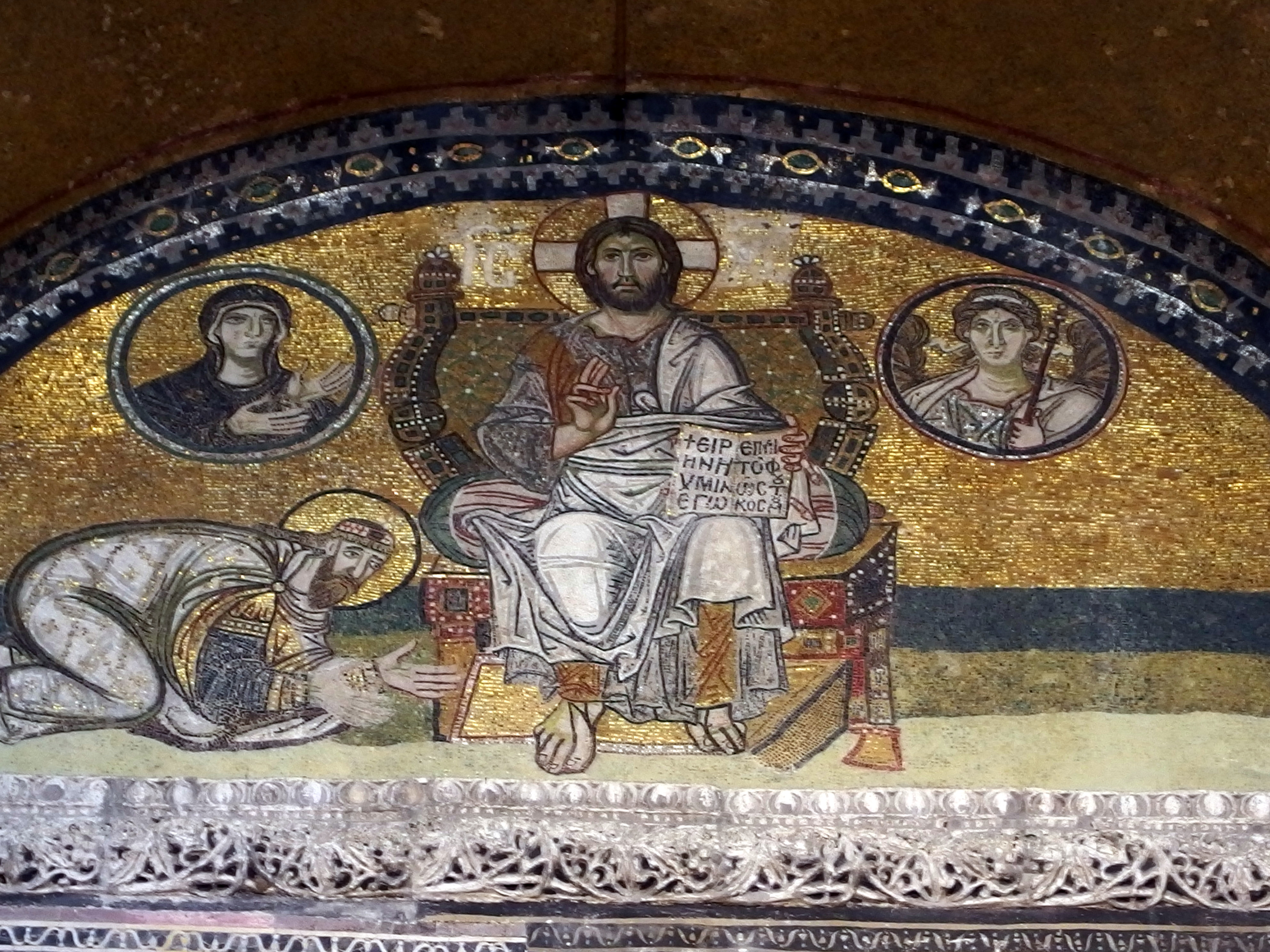
Kejserliga portens mosaik i Hagia Sofia. Kejsar Leo VI knäböjer inför Kristus.

Leo VI, Leo den vise (grekiska: Λέων ὁ Σοφός), född 19 september 866 i Konstantinopel, död där 11 maj 912, var bysantinsk kejsare från den 29 augusti 886 till sin död.
Leo var son till Mikael III, eller möjligen Basileios I, och Eudokia Ingerina; samtida bysantiska krönikor anger den förstnämnde. Leo var omyndig då han år 886 efterträdde Basileios I. Han fortsatte företrädarens lagstiftningsarbete. Mest känd blev Leo VI genom sina fyra äktenskap; de båda sista var i strid med både kyrkans och hans egen lag, men ingicks för att trygga tronföljden. Hans son Konstantin med Zoë Karbonopsina 905 blev slutligen, trots kyrkans häftiga motstånd, genom förmedling av påven förklarad för äktfödd.